# Узянбаш
Узянба́ш (баш. Үҙәнбаш) — село в Белорецком районе Башкортостана России, относится к Шигаевскому сельсовету.

## География
Расположено в верховьях реки Узян, между хребтами Уралтау, Суртанды, Крака, в 32 км к юго-юго-западу от города Белорецка и в 107 км к северо-западу от городаМагнитогорска. 
Через село проходит автодорога межмуниципального значения 80Н-043 Серменево — Амангильдино  — Баймак.

## Население
| 2002 | 2009 | 2010 |
| ---- | ---- | ---- |
| 796  | ↗811 | ↘636 |

## Религия
В селе есть мечеть.